# Enrico Garozzo
Enrico Garozzo (Catania, 21 giugno 1989) è uno schermidore italiano, specializzato nella spada.

## Biografia
Nato a Catania, ma cresciuto ad Acireale, è il fratello maggiore del fiorettista Daniele Garozzo. Specialista della spada, Garozzo ottenne i primi successi in ambito internazionale conquistando un argento individuale ai Campionati del mondo Cadetti di Taebaek nel 2006 e un oro individuale ai Campionati del mondo Giovani di Acireale nel 2008
Convocato nella nazionale fra i senior, nel 2010 ottenne un sesto posto individuale ai mondiali di Parigi, venendo sconfitto ai quarti con il punteggio di 15-14 dall'estone Nikolai Novosjolov, che poi vinse l'oro. Nello stesso anno ottenne un quinto posto a squadre agli europei di Lipsia insieme ai compagni di squadra Alfredo Rota, Paolo Pizzo e Matteo Tagliariol.
Agli europei del 2011 si classificò al settimo posto nella spada a squadre con Rota, Matthew Trager e Luca Ferraris. L'anno successivo, ai mondiali di Kiev raggiunse il quarto posto a squadre insieme a Trager, Diego Confalonieri e Francesco Martinelli, venendo sconfitti dall'Ungheria con il punteggio di 45-37
Ai campionati mondiali del 2013 si classificò dodicesimo nell'individuale, venendo sconfitto agli ottavi da Novosjolov, che anche stavolta vinse l'oro. Nello stesso anno vinse la medaglia di bronzo ai XVII Giochi del Mediterraneo e ottenne il sesto posto agli europei di Zagabria, dove perse ai quarti di finale contro il francese Daniel Jerent.
A Kazan', in occasione dei mondiali del 2014, vinse il bronzo nella spada individuale, venendo sconfitto solo in semifinale dal sudcoreano Park Kyoung-doo. Con questo risultato, Garozzo ottenne la prima medaglia iridata della sua carriera.
Nel 2016 vince l'Argento nella spada a squadre ai Giochi olimpici di Rio de Janeiro 2016 insieme a Marco Fichera, Paolo Pizzo e Andrea Santarelli.

## Palmarès

### Risultati élite
In carriera ha ottenuto i seguenti risultati:
Giochi olimpici
Individuale
A squadre
- Argento nella spada a Rio de Janeiro 2016

Mondiali
Individuale
- Bronzo nella spada a Kazan' 2014

A squadre
Mondiali militari
Individuale
- Argento nella spada ad Acireale 2017

A squadre
Europei
Individuale
- Bronzo nella spada a Düsseldorf 2019

A squadre
- Argento nella spada a Toruń 2016
- Bronzo nella spada a Novi Sad 2018

Giochi del Mediterraneo
Individuale
- Bronzo nella spada a Mersin 2013

Campionati italiani
Individuale
- Oro nella spada a Torino 2015
- Argento nella spada a Cassino 2021
- Argento nella spada a Gorizia 2017
- Bronzo nella spada a Acireale 2014
- Bronzo nella spada ad Courmayeur 2022

A squadre
- Oro nella spada a Tivoli 2009
- Oro nella spada a Siracusa 2010
- Oro nella spada a Bologna 2012
- Oro nella spada a Trieste 2013
- Oro nella spada a Gorizia 2017
- Argento nella spada a Livorno 2011
- Bronzo nella spada a Torino 2015

### Risultati giovani
Mondiali giovani
Individuale
- Oro nella spada ad Acireale 2008

A squadre
- Oro nella spada a Belfast 2009

Mondiali cadetti
Individuale
- Argento nella spada a Taebaek 2006

Europei under-23
Individuale
- Argento nel fioretto a Danzica 2010

A squadre
Europei giovani
Individuale
A squadre
- Oro nella spada ad Amsterdam 2008